# Lockheed XFV
Lockheed XFV – amerykański prototypowy samolot pionowego startu i lądowania. 
Silnik turbośmigłowy o mocy 5500 KM napędzał dwa obracające się w przeciwnych kierunkach śmigła. Ogon zbudowany był z czterech lotek w układzie X. Samolot w sumie wykonał 28 lotów demonstrujących przejście z lotu poziomego na pionowy. Samolot był zdolny do startów poziomych dzięki wyposażeniu go w podwozie. Z powodu niezadowalających rezultatów testów projekt został anulowany w 1955 roku.
Jedyny zbudowany prototyp znajduje się w muzeum lotnictwa na Florydzie.